# 科納特基夫齊
48°42′36″N 27°57′1″E / 48.71000°N 27.95028°E
科納特基夫齊（烏克蘭語：Конатківці），是烏克蘭的村落，位於該國西南部文尼察州，由日梅林卡區負責管轄，面積24平方公里，海拔高度283米，2001年人口883，人口密度每平方公里36.79人。